# Volvox carteri
Volvox carteri è un'alga verde coloniale della famiglia delle Volvocaceae, con due tipi cellulari e un genoma di 14 cromosomi. Il suo ciclo vitale include una fase sessuata e una asessuata. Durante lo stato vegetativo le colonie maschili e femminili sono indistinguibili, tuttavia durante la fase sessuata le femmine producono 35-45 uova, mentre i maschi producono fino a 50 pacchetti di sperma.